# Ahmed Essyad
Ahmed Essyad, né le 1er janvier 1938 à Salé, est un compositeur marocain.

## Biographie
Il rencontra Max Deutsch au Centre français d'humanisme musical (Aix-en-Provence), et en resta "trente ans durant le disciple", selon ses mots. Il fut admis au Conservatoire de Rabat nouvellement créé (dirigé par Jacques Bugard, 1919-2006), avant de se rendre en France en 1962 pour travailler auprès de Max Deutsch.
Il est l'auteur de plusieurs opéras, dont L'Eau pour Radio France. Il fait partie du conseil musical de la Fondation prince Pierre de Monaco pour la musique contemporaine.

## Œuvres
- Sultanes, suite électroacoustique (1973)
- Identité, cantate (1975)
- Le Collier des ruses (1977)
- L'Eau, opéra (1982)
- Le cycle de l'eau pour flûtes et piano
- L'Exercice de l'Amour, opéra lumière (1995)
- Mririda, opéra (2016, créé au Festival Musica à Strasbourg)

## Enregistrements (partiel)
- 1974 : Moroccan Electroacoustic Music[4]
- 1993 : Le cycle de l'eau chez  Etcetera (en)
- 1996 : L'exercice de l'amour label Musique française d'aujourd'hui - Radio France
- 2013 : Voix Interdites Accroche Note , L'empreinte Digitale

## Distinctions
- Grand Prix national de la musique (1994)